# Musophaga violacea
Musophaga violacea là một loài chim trong họ Musophagidae.